# 张小冬
张小冬（1964年1月4日—），中国女子帆船运动员。她在1992年巴塞罗那夏季奥林匹克运动会中，参加了女子帆船比赛并获得滑浪風帆银牌。